# Mythes maçonniques
Vous lisez un « bon article » labellisé en 2017.
Les mythes maçonniques occupent une place centrale dans la franc-maçonnerie. Issus de textes fondateurs ou de diverses légendes bibliques, ils sont présents dans tous les rites maçonniques et dans tous les grades. Ils utilisent des paraboles conceptuelles et peuvent servir aux francs-maçons de sources de connaissance et de réflexion où l'histoire le dispute souvent à la fiction. Ils s'articulent principalement autour des histoires légendaires de la construction du temple de Salomon, de la mort d'Hiram son architecte, et de la chevalerie. Quelques thèmes mythiques originels font encore partie, de manière plus ou moins importante et explicite, des symboles qui composent le corpus et l'histoire de la franc-maçonnerie spéculative. Certains mythes toutefois n'ont pas eu de réelle postérité, mais transparaissent encore dans quelques hauts grades, ou dans la symbolique de quelques rituels. D'autres empruntent parfois à l'imaginaire médiéval ou à des mystiques religieuses et ne s'encombrent pas de vérités historiques pour créer des filiations légendaires avec des corporations ou des ordres disparus.

## Mythes et franc-maçonnerie
Les mythes en franc-maçonnerie apparaissent comme les éléments fondamentaux de la construction des idées et des sentiments qui se transmettent au sein du corpus des loges maçonniques et des francs-maçons. Ils contribuent à leurs expressions et permettent une continuité pour chaque franc-maçon, entre le rite, les usages et la culture maçonnique. À l'image d'autres mythologies, l'importance et la qualité de la combinaison des éléments du récit, sont plus grandes que les faits mêmes qui les composent. Il n'existe pas ainsi de version véritable ou officielle des mythes maçonniques, leurs richesses relevant souvent de la multitude des interprétations possibles.
Ils suivent un certain récit chronologique qui se complète avec des variations plus ou moins marquées, les principes fondamentaux se répétant régulièrement. Trois grands mythes constituent le corpus principal de la franc-maçonnerie spéculative : celui de la construction du temple qui, sans assumer une place primordiale, propose une continuité et une centralité ; celui de la légende d'Hiram qui procède d'une possibilité pour la franc-maçonnerie d'atteindre à un universel anthropologique et qui reste la légende principale de la franc-maçonnerie ; celui de la chevalerie médiévale, avec ses valeurs humaines de solidarité, de loyauté et de vertu.
De l'ensemble des mythes maçonniques, il ressort principalement que les légendes mettent en usage des « outils » de recherches psychologiques ciblées qui évoluent principalement autour du perfectionnement moral et spirituel, de la construction de soi, de la fraternité et de la mort. Les mythes sont liés au gré de leur évolution par un personnage héroïque qui n'est jamais cité de prime abord et qui se déploie dans les rituels maçonniques. Cette personne héroïque est représentée et mise en scène lors de la cérémonie d'initiation du premier grade par le récipiendaire, les autres degrés approfondissent cette démarche en faisant apparaître des héros bibliques qui relient les degrés entre eux, dynamisant et fécondant l’imaginaire et la recherche personnelle.

## Mythes principaux

### Le mythe de la construction
Le mythe de la construction est consubstantiel à la franc-maçonnerie ; elle puise une part de sa symbolique dans l'histoire de diverses constructions, réelles ou légendaires, comme celles des pyramides, de la tour de Babel, du temple de Jérusalem ou des cathédrales. Si le modèle du temple dit de Salomon est celui retenu par la mythologie maçonnique, la construction que pratique le franc-maçon spéculatif s'opère dans un mouvement plus large que l’historien Yves Hivert-Messeca qualifie en 2017 de « constructivisme maçonnique ». Ce constructivisme se base sur les principes de la construction, la déconstruction et reconstruction libre dans le même temps d'un homme ou d'une femme, d'un édifice spirituel et d'un monde meilleur. Le mythe prend ainsi deux directions complémentaires, l'une épistémologique, philosophique, spirituelle, et l'autre culturelle, philanthropique et critique. Ce mythe, par sa force interprétative multiple et adaptable, propose un ensemble d'interprétations à élaborer patiemment, seul ou avec les autres.
Dans les anciens devoirs, le mythe de la construction n'apparaît pas dans le manuscrit Regius (1390) où il n'est fait mention qu'une seule fois du roi Salomon. Le manuscrit Cooke (1410) propose pour sa part un récit mythologique qui devient la base de la légende opérative du temple de Salomon. Cette vulgate est reprise de manière quasi identique par le manuscrit Grand Lodge no 1 (1583) et le manuscrit Watson (1687). Les manuscrits Drumfries (1710) et Graham (1726) reprennent la même trame, en y rajoutant des détails accentuant le caractère chrétien et la religiosité du récit mythique.
Dans la première édition des constitutions d'Anderson en 1723, le mythe s'approprie les éléments bibliques, mais propose le but de la construction comme l'édification d'un « lieu de prière pour toutes les nations », donnant une dimension d'universalité du temple qui tend à rejoindre l’universalisme maçonnique. Dans celle de 1738, le caractère maçonnique du mythe et de la construction est accentué en faisant de Salomon le grand-maître maçon à Jérusalem, la construction et ses protagonistes sont comblés de nombreuses vertus. L'édition de 1738 récupère les écrits bibliques sans se soucier de véracité historique dans un but de glorification, d'antériorité et de légitimation.
Au XVIIIe siècle, le mythe de la construction autour du temple maçonnique sert à l'élaboration d'un espace d'échanges et de débat inter-confessionnel. Les constitutions évoquent l'idée d'un chantier où la quête des vestiges supposés de la maçonnerie et la transmission d'une lointaine tradition maçonnique par les francs-maçons de la première Grande Loge d'Angleterre servent à l'invention d'une langue faite de signes et de mots de reconnaissance, ainsi que d'une parole qui permet aux protagonistes du chantier de se reconnaître, de travailler et de continuer l’œuvre dans l'harmonie.

### Le mythe d'Hiram

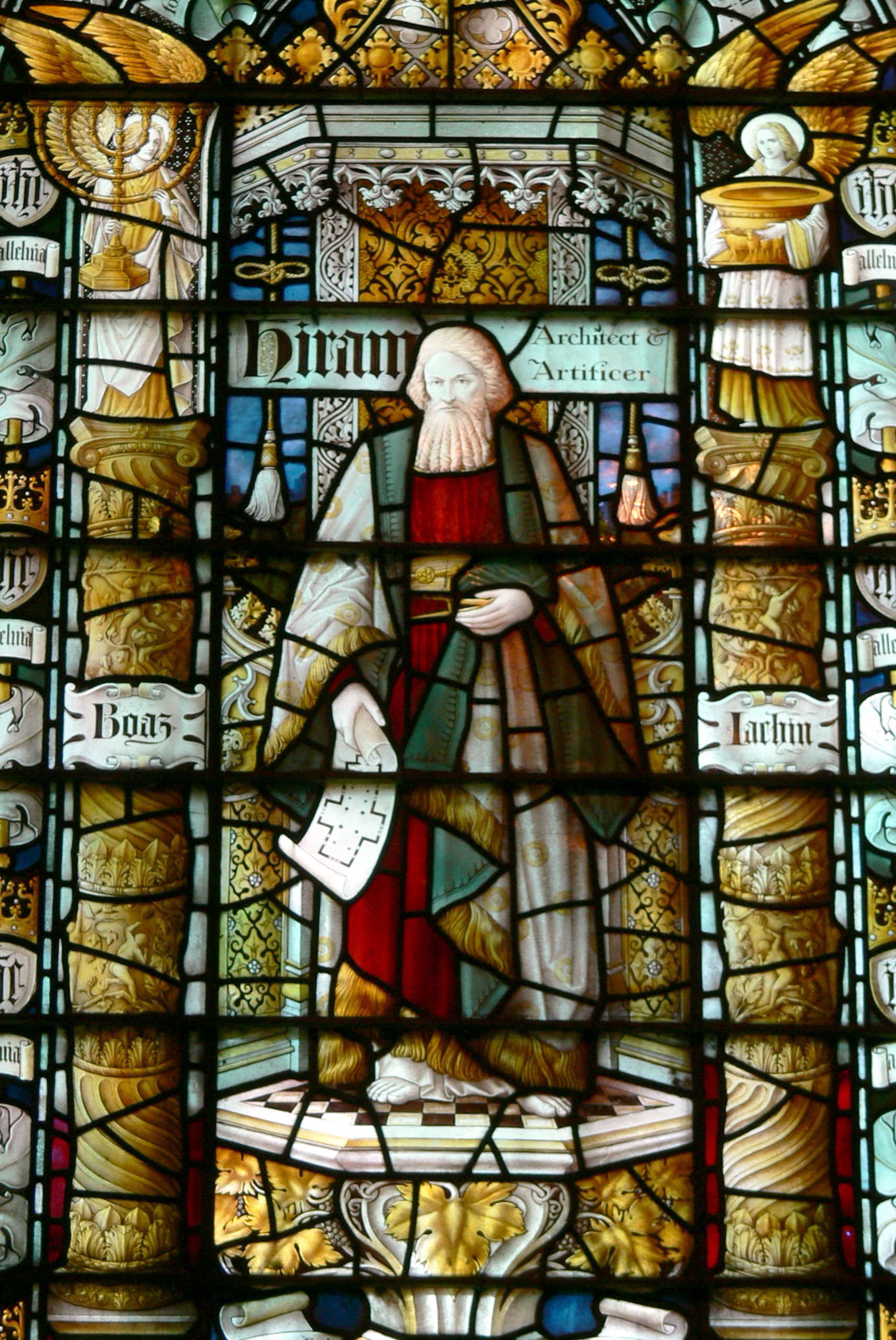
Hiram représenté entre les deux colonnes du temple.

Mythe fondamental de la franc-maçonnerie et fil conducteur du grade de maître, il apparaît dans les années 1730. Le mythe d'Hiram transforme complètement la première maçonnerie qui ne connaît que deux grades en rajoutant une nouvelle légende qui change largement le sens de l’initiation. Effaçant rapidement celui de Noé, il s'implante universellement dans la franc-maçonnerie spéculative.
Le personnage d'Hiram et du mythe qui va accompagner sa légende n’apparaît pas dans les manuscrits d'origine ou de première génération, Régius et Cook de la maçonnerie opérative du XIVe siècle. L'évocation d'un architecte « maître en géométrie et chef de tous les maçons » survient clairement dans les manuscrits de seconde génération dans le manuscrit Grand Lodge no 1, mais son identité n'est pas clairement établie. Des hypothèses tentent d'expliquer ces variations, de la simple erreur de graphie des reproducteurs des textes, à la corruption d'une légende primitive d'Hiram et à son rétablissement au cours du XVIIIe siècle.
En 1723, dans la première version des constitutions d'Anderson est évoqué « un prince des architectes » sous le nom d'Hiram Abiff. Cette nomination est conjointe à l’apparition d'un grade de maître fondé sur le personnage d'Hiram dans les manuscrits des anciens devoirs de la famille dite de Spencer, notamment entre 1725 et 1729.
Si les sources de la légende restent difficiles à établir, les historiens du XXIe siècle optent généralement pour un mythe composite, formé de plusieurs récits basés sur la Bible : un récit autour des fils de Noé qui cherchent à relever leur père pour connaître son secret ; un récit sur Betsaleel et l’enseignement de l'art de construire, des secrets qui l'entourent et qu'il prodigue aux deux fils d'un roi ; enfin un récit sur le roi Salomon et la construction du temple où apparaît l'architecte Hiram en tant que fils d'un Tyrien et d'une veuve de la tribu de Nefphali. Le premier récit est issu du manuscrit Graham qui est le premier texte à faire état du relèvement d'un corps et d'un secret perdu par la mort du détendeur, le second relate les talents et qualités merveilleuses de Betsaleel et de ses secrets de l'art qui doivent être « conserv[és] dans le cœur », enfin le troisième évoque Hiram comme le surveillant le plus sage et qui transmet les signes donnant les droits aux maçons. La superposition de ces trois mythes donne quasiment le récit de la légende d'Hiram fait dans la divulgation complète, en 1730, de Samuel Prichard dans son ouvrage La Maçonnerie disséquée.
Le mythe et la légende d'Hiram qui en découle diffèrent largement des autres mythes maçonniques ou légendes du métier des constructeurs, qui évoluent avec le temps et s'adaptent au gré des temps et des transmissions. Elle apparaît comme une construction volontaire en vue de structurer un autre grade et afin de favoriser une maçonnerie plus aristocratique, mais aussi pour des besoins d'élaboration d'une vision de la franc-maçonnerie renouvelée et différente. Le mythe d'Hiram laisse apparaître un travail d'érudition dans sa constitution qui a été également, en son temps et selon l'historien Roger Dachez, un instrument politique de la jeune et première Grande Loge d'Angleterre. Il apporte dans les rituels les mêmes innovations et qualités littéraires que les constitutions d'Anderson lors de leur première édition pour la naissance de la franc-maçonnerie obédientielle, ces créations procédant d'un même mouvement.

### Le mythe chevaleresque
Si le mythe chevaleresque se développe surtout en France, il connaît une première apparition dans les premières constitutions en 1723 : Anderson dans un court passage établit un lien entre la chevalerie et la franc-maçonnerie, le manque de précision sur ce lien permet dès lors de nombreuses spéculations.
L'ancienne chevalerie devient à la suite d'un processus d'intégration dont les historiens situent le développement à partir du discours du chevalier écossais Andrew Michael Ramsay en 1736, un mythe maçonnique fondateur de l'ordre. Épée, cordon et cérémonie d'adoubement sont directement issus de la chevalerie où la fraternité d'armes reflète la fraternité en loge. Les grades chevaleresques se multiplient à compter de 1740. Le mythe chevaleresque, par cette filiation légendaire, ancre dans sa démarche la franc-maçonnerie naissante dans une forme de légitimité immémoriale, maçonnerie et chevalerie se voyant attribuer des origines antiques. Ce mythe propose également une voie aux francs-maçons qui souhaitent allier action et spiritualité.
Il prend une importance cruciale dans la franc-maçonnerie et notamment dans ses hauts grades à compter de la seconde partie du XVIIIe siècle. En plein siècle des Lumières où le rationalisme s'impose lentement, il se pose comme un mouvement de re-sacralisation qui se teinte de divers courants, mystique, chrétien ou encore occultiste. L’appropriation des mythes chevaleresques est facilitée par les rituels qui lui sont originels, tel le rituel médiéval de l'adoubement entièrement repris par quelques grades maçonniques chevaleresques. En France, le grade le plus anciennement attesté usant de mythe chevaleresque est celui de « Chevalier de l'Orient » en 1748. La trame légendaire s'établit autour de la reconstruction du second temple et a une vocation terminale au XVIIIe siècle, dans le parcours d'un franc-maçon.
Ce mythe fait également du chevalier maçon un travailleur qui revendique une filiation avec les tailleurs de pierres et les bâtisseurs de cathédrales, lui proposant de travailler désormais « l'épée d'une main et la truelle dans l'autre », à l'image du 3e ordre du Rite français. Au travers de cette double utilité, il s'affirme de la sorte comme un combattant préoccupé du sort du monde, mais également en quête de spiritualité. Il s'ancre dans l'idéal d'un passé sublimé et vers un avenir meilleur résumant son action au travers d'un dialectique entre traditions et progrès. Il expose néanmoins une évolution qui l'éloigne des références opératives et ouvrières originelles, certainement moins valorisantes. Il se rapproche d'un modèle où règles et apparat d'un ordre religieux et militaires donnent un prestige supplémentaire et des motifs de flatterie, parfois de vanité, à quelques aristocrates et notables qui accèdent aisément aux grades qui le symbolisent.

## Mythes originels

### Le mythe d'Euclide

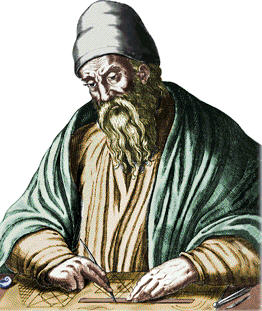
Euclide d'Alexandrie.

L'importance d'Euclide dans les manuscrits des anciens devoirs de la maçonnerie opérative anglaise apparaît dès les premières lignes, dans la formule d'ouverture, « Ici commencent les statuts de l’art de la géométrie selon Euclide ». Au travers du récit mythique qu'évoque le manuscrit Régius, Euclide a institué les sept arts libéraux, autre nom des sept sciences, et la référence prioritaire du mythe. Dans ces écrits, il est le plus savant dans le métier, il est celui qui l'enseigne en Égypte et dans d'autres pays où il répand la géométrie et les divers métiers. Le manuscrit Cook reprend le mythe, mais l'intègre dans l'histoire biblique qui fait d'Euclide un des élèves d'Abraham, et où il est le premier à désigner sous son nom la géométrie. Les manuscrits de la seconde génération des anciens devoirs à partir de 1583 conservent Euclide comme mythe principal de leur règlement moral : en 1710 le manuscrit Dumfries no 4, sans grande différence sur les écrits précédents, lui octroie en supplément le don de prophétie, franchissant une nouvelle étape dans la construction du mythe, les arts divinatoires entrant dans l'idée de transcendance qu'elle soit religieuse ou non. Le mythe d'Euclide sert alors l'éloge fait dans ces textes fondateurs de la géométrie, science considérée comme supérieure et instrument principal de la gestion économique, artisanale et politique.
La disparition progressive des références à Euclide commence dans les derniers manuscrits des anciens devoirs, qui ne l’évoquent plus comme l'inventeur et le diffuseur des sciences libérales, tout en gardant la fonction centrale de la géométrie dans le mythe des opératifs. La première édition des constitutions d'Anderson en 1723 de la franc-maçonnerie dite spéculative, conserve les arts libéraux, mais ne laisse qu'une place plus restreinte à Euclide, qualifié « d'admirable ». Elle l'éloigne du rôle fondamental que la maçonnerie opérative lui confère, au profit du personnage biblique d'Adam. Le géomètre grec et son mythe disparaissent peu à peu de la mythologie de la franc-maçonnerie, l'esprit rationaliste, basé sur le raisonnement et la mesure, semblant entrer en contradiction avec la composante biblique et religieuse qui s'impose au sein des premières constitutions qui régissent l'organisation de la première Grande Loge d'Angleterre.

### Le mythe de Noé

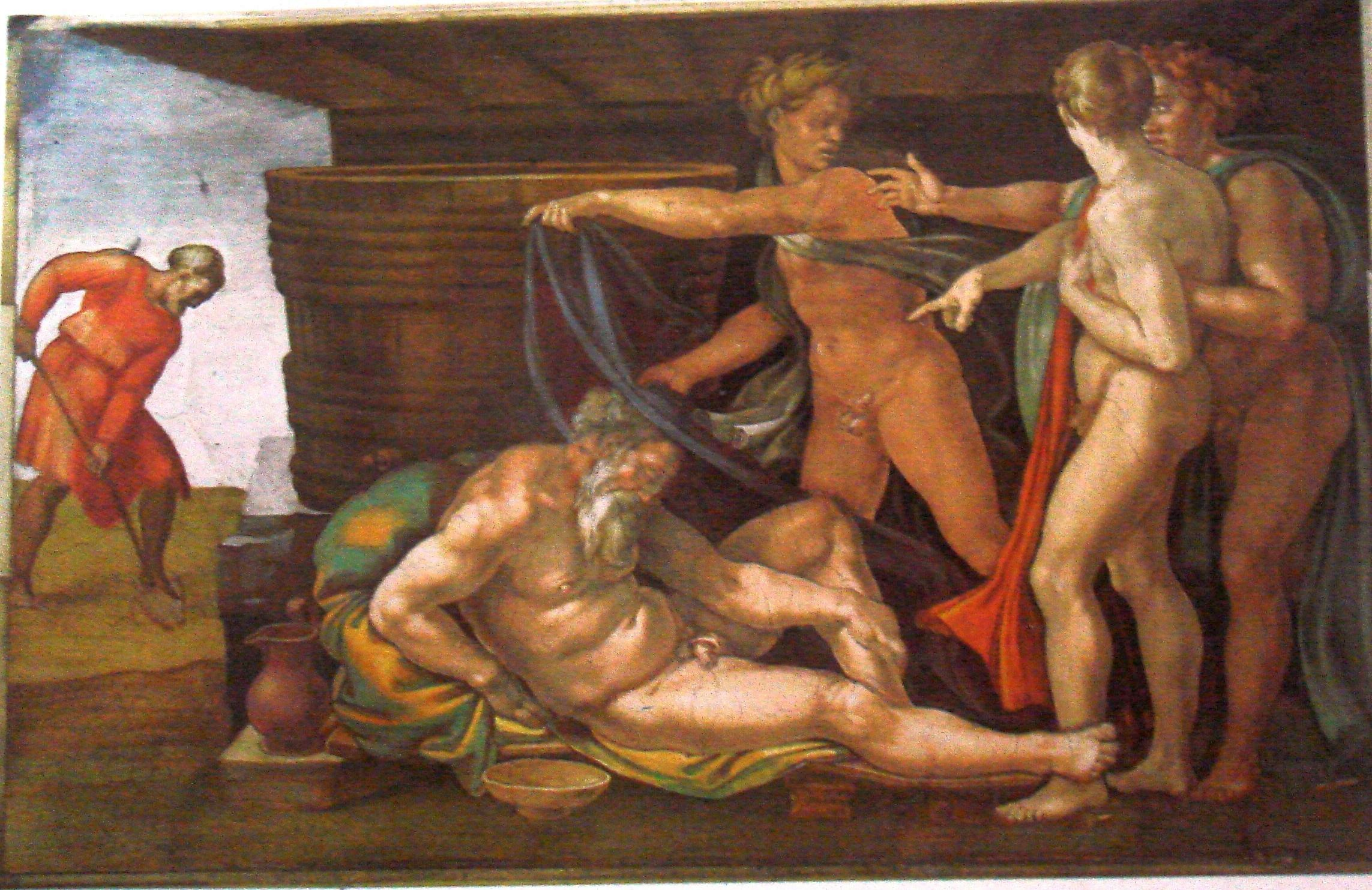
Noé et ses fils.

Les manuscrits des anciens devoirs de première génération, entre 1390 et 1420, ne citent que sommairement Noé, les évocations se concentrent plus clairement sur le grand Déluge, celui-ci servant de repère temporel historique pour la construction du mythe. Le manuscrit Grand Lodge no 1 (1583), de seconde génération, complète le positionnement du Déluge pour évoquer l'avant et l'après de l’événement. La franc-maçonnerie spéculative l'évoque brièvement dans la partie historique et dans les deux premiers chants des constitutions d'Anderson, dans la première version en 1723. Dans cette évocation, Noé et ses trois fils sont reconnus comme « maçons authentiques », qui poursuivent la diffusion et la transmission des arts et traditions antédiluviennes.
En 1738, la seconde édition des constitutions donne une place largement plus importante au personnage de Noé et le présente pour la première fois comme le père de la maçonnerie. Les maçons se doivent d'agir en « vrais fils de Noé », celui-ci ayant construit l'arche avec l'aide de ses trois fils. Le mythe que proposent les constitutions dans cette version est celui d'un monde dont l'origine est maçonnique et dont le nom des premiers maçons est celui de « noachide ». Le chevalier de Ramsay, dans son discours, exalte le même mythe en 1736, qualifiant le patriarche de premier grand maître de l'ordre et inventeur de l’architecture navale. Ces textes fondateurs de la franc-maçonnerie confortent et essaient d’installer le noachisme dans la légende maçonnique qui s'appuie dès lors sur un mythe universel antérieur à tous les dogmes religieux.
Dans un texte fondateur de 1726, le manuscrit Graham, les personnages de Noé et ses trois fils sont mis en scène selon des formes, des positions et des paroles substituées, préfigurant clairement les scènes décrites dans la légende d'Hiram, qui finit par s'imposer sur la légende du grade de maître maçon. Le mythe de Noé perdure toutefois, au travers de la maçonnerie d'adoption qui, dans une cérémonie, prend pour thème principal l’accès à l’arche de Noé. Le mythe se retrouve également au sein du 20e degré de l'Ordre du royal secret sous le nom de « Grand Patriarche » précurseur du 21e du Rite écossais ancien et accepté, sous le nom de « Chevalier prussien ou Noachite ».

### Le mythe de Babel

La tour de Babel (Pieter Brueghel l'Ancien).

Les textes maçonniques font apparaître le mythe de la tour de Babel selon plusieurs interprétations. Une version biblique moralisante, une opposée qui propose une vision positive de la construction de la tour et celle des constitutions d'Anderson qui synthétise les deux. Le manuscrit Régius de la maçonnerie opérative fait apparaître dans les prescriptions religieuses l'histoire de la tour de Babel. La signification donnée reste proche des textes bibliques, manifestation de l'orgueil des hommes vis-à-vis de Dieu, orgueil qui est défait par la confusion des langues. Cette version plus culpabilisante se retrouve, quelques siècles plus tard, dans la légende d'un haut grade du Rite écossais ancien et accepté, le 21e degré. Le mythe se retrouve aussi dans la maçonnerie d'adoption en s'inscrivant également dans une faute commise par les « enfants de la terre ».
D'autres textes fondateurs, tout en reprenant le mythe de la tour, ne retiennent pas la faute comme élément principal, mais donnent une interprétation plus positive. C'est déjà le cas dans le manuscrit Cooke (1420) ainsi que dans les anciens devoirs de seconde génération, à partir de 1580, qui exaltent le métier et le désir de construire en ne retenant ni orgueil, ni faute dans le comportement des hommes qui se transmettent loyalement les règles du métier.
La version des constitutions d'Anderson fait la synthèse des anciens devoirs et de la version de l’Ancien Testament. Dans le récit légendaire des constitutions, le nom de la tour de Babel n’est pas explicitement mentionné, mais le mythe transparaît clairement. Si la sanction reste la même, elle n'est qu'une conséquence, les hommes ayant malgré tout acquis d’exceptionnelles compétences dans l'art de bâtir, la faute ayant permis de la sorte une grande avancée. Elle est dans cette version une idée acceptée, mais elle ne contraint pas les progrès du genre humain autour de la franc-maçonnerie, faisant ressortir l'idée que le mythe de Babel symbolise le désordre excessif alors que la construction du temple, qui s'impose dans la légende de la franc-maçonnerie, représente un chantier symbolique d'unité et d'universel.

### Le mythe d'Ève

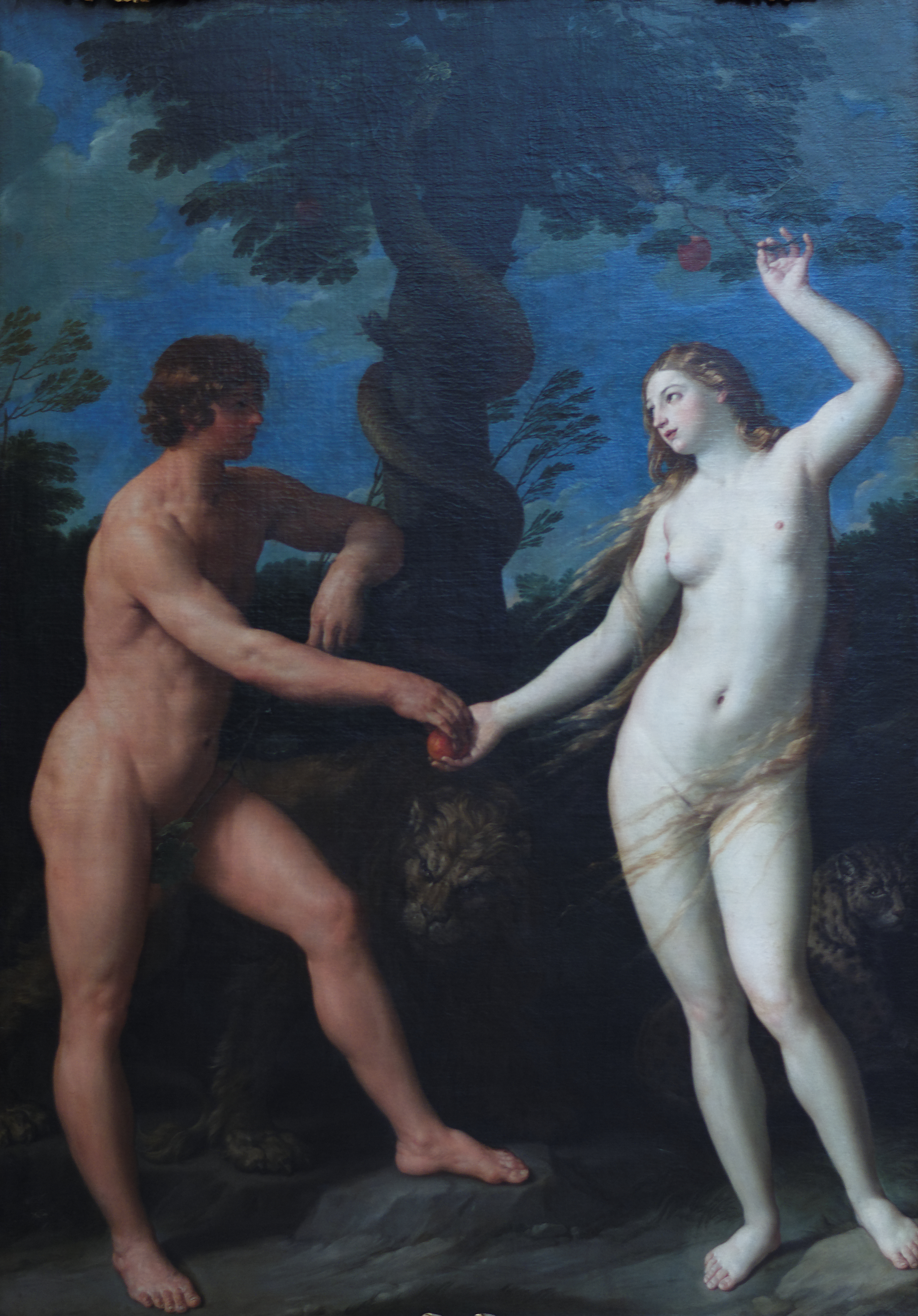
Adam et Ève (Guido Reni).

Si les constitutions d'Anderson, dans leur version de 1723, font remonter la première loge maçonnique au Paradis terrestre, où Adam et ses deux fils sont présents, Ève n'est pas citée dans cette évocation. Cette exclusion n'est pas effective en Europe tout au long du XVIIIe siècle où de nombreuses femmes de l'aristocratie sont reçues « franches-maçonnes », au travers de la maçonnerie d'adoption où le rite éponyme intègre notamment le mythe d'Ève. Ritualisé sous diverses formes, le mythe d'Ève est le plus souvent utilisé pour le second grade, il est rattaché à la pomme et au serpent, la première femme figure au côté d'Adam sur les tableaux de loge où apparaît l'arbre de la connaissance au sein du Paradis terrestre. Au second grade, les récipiendaires sont invitées à vivre dans une autre symbolique l'histoire d'Ève, en croquant la pomme qui leur donne la connaissance du bien et du mal. Ce mythe propose aux femmes du siècle d'user de raison et de volonté pour faire des choix en connaissance de l'état premier et d'être ainsi capables de pratiquer les vertus. Ce qu'il propose est, dans cette symbolique, un geste qui n'est plus une faute mais une envie de connaissance et la possibilité de choisir. Le mythe d'Ève fait, par conséquent, exister les femmes dans la franc-maçonnerie dès ses premières manifestations.

## Mythes romanesques

### Le mythe opératif
Le mythe opératif est pendant longtemps vivace dans l'imaginaire de la franc-maçonnerie en faisant des francs-maçons spéculatifs les héritiers des bâtisseurs de cathédrales. Selon une hypothèse assez simple, les francs-maçons spéculatifs, s'ils n'utilisent plus de manières pratique les outils des maçons opératifs, en ont hérité ainsi que les symboles, règles et secrets qui les accompagnent. La documentation historique du XIIe siècle et au XIVe et XVIe siècles propose plusieurs archives faisant état de « freemasons » et de « lodges » en Angleterre et en Écosse sur les grands chantiers médiévaux. La similitude de la sémantique employée laissant aisément imaginer une continuité. Cet héritage mythique connaît jusqu'au XXe siècle un succès tenace, étant expliqué par la théorie de la transition, qui, en quelques années, aurait transformé par l'acceptation de « gentlemen masons » protecteurs et donateurs, les loges opératives en désaffection en loges spéculatives où la construction de cathédrales est remplacée par celles d'édifices intellectuels
Toutefois, l’inexistence avérée de loges opératives, qui ont disparu dès la fin du XVe siècle pour des raisons politiques à l'époque des Tudors en Angleterre, et les premiers francs-maçons acceptés (« gentlemen masons ») qui ne sont pour leur part attestés qu'au début du XVIIe siècle en Écosse et en Angleterre, rendent inopérant cette transition et le mythe des francs-maçons héritiers des constructeurs de cathédrales. Ces admissions de notables non opératifs, assez rares, mais explicitement documentées, laissent apparaître en Écosse principalement des réceptions symboliques de notables dans des loges opératives régies par les statuts Schaw, qui ne remettent jamais ou très rarement les pieds dans leur loge de réception. Dès lors, sans prendre part à des travaux de loges qui ne se réunissent généralement qu'une fois par an, aucune transformation ou mutation n'est possible. Le mythe opératif et son usage de signes, de symboles et de langages codés fournis par les anciennes confréries de maçons, va toutefois servir, par l'emprunt d'une partie de ses codes, à l'élaboration de la franc-maçonnerie spéculative. La noblesse de l'architecture et les évolutions philosophiques possibles, appuyées sur la vaste et abondante littérature de la Renaissance, vont permettre le rassemblement de notables et d'intellectuels qui souhaitent, avant toute chose, vivre en bonne entente, dans une époque d'affrontement religieux.

### Le mythe templier

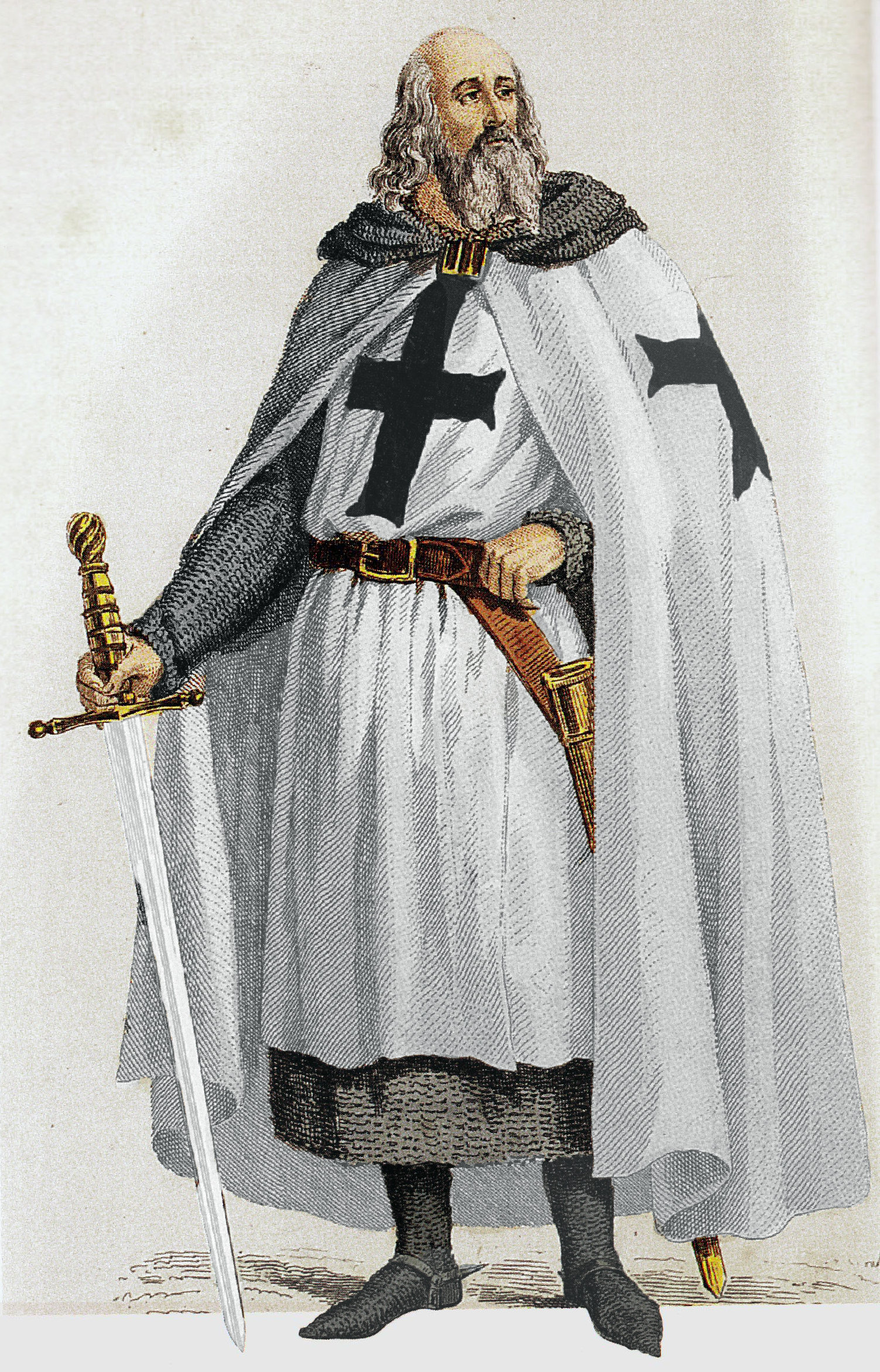
Jacques de Molay.

Le mythe de l'ordre du Temple fondateur et survivant au travers de la franc-maçonnerie va s’intégrer de manière autonome au patrimoine maçonnique, de manière tardive, vers le milieu du XVIIIe siècle, la franc-maçonnerie ayant, pour sa part et à cette époque, établi des usages et des structures claires. Ce mythe romanesque s'établit tout d'abord pour répondre à un public aristocratique qui, en dehors du mythe chevaleresque du discours de Ramsay d’où les templiers sont absents, manifeste un regain d’intérêt pour l'histoire des ordres chevaleresques en général, et notamment de l'Ordre du temple sur lequel divers auteurs vont produire des ouvrages dès la fin du XVIIe siècle, comme l'Histoire de la condamnation des Templiers de Pierre Dupuy, publiée en 1654 et rééditée plusieurs fois jusqu'en 1751.
Dans les années 1740, se constitue en Allemagne un système maçonnique qui prend le nom de Stricte observance templière et connaît, pendant près de vingt années, un succès important. Ce système pousse le mythe templier à son terme, en enseignant et affirmant que la franc-maçonnerie, sous le couvert d'une paisible fraternité, n’est autre que l'ordre du Temple dissimulé et survivant des persécutions subies en ayant trouvé refuge au sein des loges opératives d’Écosse. Ce système « néo-templier » devient par la suite l'une des composantes fondatrices du Rite écossais rectifié qui le reprend pour partie, dans sa structure. Le franc-maçon héritier des chevaliers du temple s'enracine également autour d'un grade terminal du Rite écossais ancien et accepté, le chevalier Kadosh. Dans les manuscrits Francken de 1764, l'histoire légendaire des templiers est largement utilisée dans le rituel du grade.
Toutefois, les spécialistes et maçonnologues des XXe et XXIe siècles, unanimes dans leurs travaux, ont largement réfuté l'idée d'une origine templière, même lointaine, celle-ci ne relevant que de l'histoire romanesque de la franc-maçonnerie, l'affirmation d'une survivance de cet ordre chevaleresque au sein de la maçonnerie étant considérée comme une fabulation,.

### Le mythe alchimiste et rosicrucien
Alchimistes et Rose-Croix font aussi partie des mythes romanesques de la franc-maçonnerie, en étant parfois cités comme des fondateurs cachés. Au XVIIe siècle, apparaissent trois manifestes dits de « l'ordre de la Rose-Croix », rédigés principalement par les membres du Cénacle de Tübingen, tous étudiants luthériens en théologie. Ces jeunes idéalistes imaginent et espèrent l’avènement d’un monde plus tolérant, plus pacifique, conciliant la foi et la science naissante, et ils expriment cet espoir sous la forme de contes allégoriques. Dans ces manifestes, sont intégrés les doctrines kabbalistiques, les emblèmes moraux, les symboles alchimiques et hermétiques. Postérieurement, l'existence de quelques symboles dans les rituels d'initiation maçonniques comme le mercure et le soufre dans le cabinet de réflexion ou encore les épreuves de l'air, l'eau ou le feu de la réception au premier degré de certains rites, permettent des rapprochements sans historicité. Ces approximations qui apparaissent dans la dernière moitié du XVIIIe siècle ajoutent un mythe romanesque à l'histoire de la création de franc-maçonnerie, mythe qui ne fait pas partie de ses légendes originelles. La mystique rosicrucienne qui connaît du succès dans une époque d'effervescence intellectuelle, va toutefois influencer la jeune franc-maçonnerie qui emprunte à son corpus plusieurs symboles et imprègne de cette nouvelle légende un grade maçonnique dont les premiers rituels apparaissent vers 1760, celui de Souverain Prince Rose-Croix ou de chevalier Rose-Croix.